# Cneo Pompeyo (cónsul 31 a. C.)
Cneo Pompeyo (en latín, Cneus Pompeius Q. f. n.) fue cónsul suffectus de la República romana en 31 a. C., sucediendo en el cargo a Marco Titio, el 1 de octubre de ese año.

## Familia
Pompeyo era hijo del tribuno de la plebe del año 52 a. C. Quintus Pompeius Rufus, el cual era hijo del cónsul del año 88 a. C., Quinto Pompeyo Rufo y de una hija de Lucio Cornelio Sila, Cornelia Sila; por lo que Cneo era biznieto de Sila por línea paterna.

## Carrera política
En el 31 a. C. fue elegido cónsul suffectus y miembro de los Quindecimviri sacris faciundis.